# بريغنز
بريغينز (بالألمانية: Bregenz) هي عاصمة الولاية الاتحادية النمساوية فورارلبرغ.، أقصى غرب الدولة الاتحادية من النمسا. تقع المدينة على الضفة الشرقية لبحيرة كونستانس، وهي ثالث أكبر بحيرة للمياه العذبة في أوروبا الوسطى، بين سويسرا في الغرب وألمانيا في شمال غرب البلاد.
وتقع المدينة على هضبة الوقوع في سلسلة من المدرجات إلى البحيرة عند سفح الجبل Pfänder. وهو تقاطع الطرق الشريانية من وادي الراين إلى سفوح جبال الألب الألمانية، مع خدمات السفن السياحية على بحيرة كونستانس.
وتشتهر خصوصا للمهرجان الموسيقى الصيفي السنوي (بالألمانية: Bregenzer Festspiele)‏.

## تاريخ
يعود تاريخ المستوطنات الأولى لعام 1500 قبل الميلاد. يُذكر أن قبيلة كلتية تدعى بريغانتي ذكرها سترابو كقبيلة فرعية في هذه المنطقة من الألب. في القرن الخامس قبل الميلاد، استقر الكلت في بريغانتيون والتي كانت واحدة من أكثر مواقعهم تحصيناً. بعد معارك في 15 فبل الميلاد، غزا الرومان بريغانتيون، وأصبحت المدينة معسكر روماني. وقد مُنحت عصفة بلدية (بريغانتيوم) حوالي 50 ميلادي، وكانت مقر للقوات البحرية الرومانية على بحيرة كونستانس. في حوالي 259 ميلادي تم تدمير بريغانتيوم على يد الألامانيون وهم شعب جرماني استقروا في المنطقة حوالي 450 ميلادي.

## وصلات خارجية
- الموقع الرسمي بالألماني
- بريغنز على موقع المكتب السياحي الوطني النمساوي (بالعربية)